# Adam Riess
Adam Riess (Washington, 16 dicembre 1969) è un fisico statunitense.
È il vincitore del Premio Nobel per la fisica nel 2011, insieme a Saul Perlmutter e Brian P. Schmidt, per la scoperta riguardante l'accelerazione dell'universo attraverso lo studio delle supernove. Nel 2002 aveva ricevuto il Premio Helen B. Warner per l'astronomia.